# Millermotor
Der Millermotor (auch Miller-Motor oder Miller-Cycle) ist ein nach Ralph Miller benannter Zyklus eines Verbrennungsmotors. Wie beim Ottomotor wird der Kraftstoff während des Ansaugvorganges in die angesaugte Luft eingebracht, was  ein zündfähiges Gemisch im Zylinder ergibt. Im Unterschied zum Ottomotor ist beim Millermotor das Verdichtungsverhältnis kleiner als die Expansion während des Arbeitstaktes. Man unterscheidet hier zwischen dem Miller- und dem Atkinson-Zyklus.

## Geschichte
Im Jahre 1882 entwickelte James Atkinson einen Verbrennungsmotor, der den Viertaktprozess in einer Kurbelwellenumdrehung ausführen konnte, um das Patent von Nikolaus Otto zu umgehen. Mit der dafür genutzten Konstruktion (Kurbelschwinge) konnte die Verdichtung des Gemisches kleiner sein als die Expansion. Ein derartiger Motor hat die geringe Klopfneigung eines Motors mit niedriger Verdichtung und den größeren thermischen Wirkungsgrad und die geringe Abgastemperatur eines hochverdichtenden Motors. Mit dem im Motorenbau üblichen einfachen Kurbeltrieb lässt sich ein ähnlicher Effekt erreichen, wenn das Einlassventil am Anfang des Verdichtungstaktes noch offen bleibt und der Kolben einen Teil des angesaugten Gemisches wieder in das Ansaugrohr zurückbläst.
1947 meldete der US-Amerikaner Ralph Miller ein ähnliches Motorenkonzept zum Patent an. Hierbei wurde das Einlassventil extrem früh – noch während des Ansaugens – geschlossen.
Doch erst im Mazda Xedos 9, gebaut 1995 bis 2001, wurde der Mazda-Atkinson-Motor verwendet, der aber mit Miller-Zyklus arbeitete. Er lief beim Xedos mit Kompressorunterstützung.
Der seit 1997 gebaute Toyota Prius, das erste serienmäßige Hybridfahrzeug, hat einen Motor nach dem Atkinson-Prinzip, das hier durch die Ventilsteuerung realisiert wird. Toyota nennt dieses Verfahren den Atkinson-Zyklus.
2006 stellte Mazda erneut ein Modell mit dem Millermotor vor, den Mazda Demio, später Mazda2. Subaru verwendete einen solchen Boxermotor in einem Hybridfahrzeug im selben Jahr.
Seit Juli 2007 ist der Demio (Mazda2), ein neues Serienmodell mit diesem Motor, in Japan erhältlich. In diesem Kompaktwagen arbeitet ein 1,3-Liter-Motor mit Atkinson-Ventilsteuerung. Um es einfacher zu machen, bezeichnet Mazda selbst dieses Prinzip als Miller-Zyklus bzw. den Motor als Millermotor.
Seit 2016 und ab 2017 werden im VW-Konzern Miller-Motoren innerhalb der TSI-Motorenfamilie mit 1,5 Litern und 96 kW (EA211 evo) sowie 2,0 Litern und 147 kW (EA888 Gen.3B) angeboten, die jeweils ein höheres Verdichtungsverhältnis und ein größeres Hubvolumen aufweisen als ihre direkten Vorgänger.

## Das Miller- bzw. Atkinson-Prinzip
Im nachgebildeten Atkinson-Prozess wird in diesem neuen Arbeitsschritt das Einlassventil nach dem Ansaugen, während des Verdichtungstaktes länger offen gehalten und dadurch die Kompression später begonnen. Ein Teil des eingeströmten Benzin-Luft-Gemischs entweicht wieder aus dem Brennraum. Nach Miller wird das Einlassventil schon während des Ansaugtaktes geschlossen, was ebenfalls die Füllung verringert. Durch das länger offenstehende aber auch das vorher geschlossene Einlassventil vermindert sich einerseits die Füllmenge im Zylinder und andererseits Temperatur und Druck am Ende des Verdichtungstaktes, was die Klopfgefahr verkleinert.
In beiden Fällen wird durch Änderungen an der Ventilsteuerung das effektive Kompressionsverhältnis verringert, während das für den Wirkungsgrad entscheidende Expansionsverhältnis weiterhin näherungsweise dem geometrischen Verdichtungsverhältnis entspricht, es kann also ein konventioneller Kurbeltrieb verwendet werden.
Ein Kompressor oder ein Turbolader, der Gemisch oder Luft bei erhöhtem Druck zuführt, gleicht Verluste und Leistungsdefizit gegenüber herkömmlichen Motoren aus. Die Folge dieser Modifikationen sind geringere Abgastemperatur, weniger Schadstoffe, geringe Klopfneigung und hierdurch ein hoher Wirkungsgrad des Motors, realisiert durch Erhöhung des geometrischen Verdichtungsverhältnisses oder frühere Zündzeitpunkte. Letzteres ist vor allem im Bereich hoher Drehmomente, die bei aufgeladenen Motoren häufig mit geringem Wirkungsgrad einhergehen, wirksam, während die Erhöhung des (geometrischen) Verdichtungsverhältnisses im gesamten Kennfeld zur Steigerung des Wirkungsgrads beiträgt.
Weitere Vorteile liegen im kürzeren Verdichtungsweg, dadurch wird weniger Wärmeenergie abgegeben und der Stickstoffoxidausstoß wird reduziert. Zusätzlich ist dieses Ladungswechselverfahren geeignet, eine größere Leistung und einen geringeren Verbrauch bei vergleichsweise geringem Hubraum zu erzielen, indem es die negativen Eigenschaften der Hochaufladung beim Downsizing kompensiert.
Nachteilig ist es, dass eine Aufladung notwendig ist, um die schlechte Füllung des Zylinders auszugleichen, da Teile des Benzin-Luft-Gemischs wieder in die Zuleitung zurück dringen. Der Lader sorgt für die Einbringung einer größeren Masse des explosionsfähigen Gemischs, als der Zylinder selbst ansaugen könnte. Im Vergleich zu konventionell gesteuerten Turbomotoren sind hierdurch die Hauptnachteile im Wirkungsgrad ausgleichbar. Damit ist diese Weiterentwicklung letztlich derjenige Schritt, der zum Ausgleich aller Nachteile hochaufgeladener Motoren erforderlich ist – die Gebrauchseigenschaften der Maschine sind bei konsequenter Anwendung in jedem Kennfeldbereich besser als bei einem leistungsgleichen, nicht aufgeladenen Motor, während bei üblichen Steuerzeiten immer ein Vorteil im Bereich niedriger Lasten (Zielsetzung des Downsizing als Teillastverbrauchsmaßnahme) infolge Entdrosselung einem Nachteil bei hohen Lasten infolge des geringeren Verdichtungsverhältnisses und/oder später Zündzeitpunkte gegenübersteht.
Die Anwendung des Miller-Zyklus auch im Bereich der Nennleistung kann zudem durch die frühere Verbrennung und weitere Expansion des Arbeitsgases zu einer Verringerung der Abgastemperatur beitragen und hiermit die Notwendigkeit der Gemischanreicherung umgehen bzw. zu einer höheren spezifischen Leistung verschieben.
Als Nachteile sind hier vor allem die erhöhte Komplexität der Verbrennungskraftmaschine relevant, da für eine gleiche Volllastdrehmomentkurve ein deutlich höherer Ladedruck notwendig ist als im Fall konventionell gesteuerter Downsizingmotoren.
Eine Verringerung der spezifischen Leistung und des spezifischen Drehmoments – also eine Erhöhung des Hubraums im Vergleich zu einem reinen Downsizing-Konzept gleicher Leistung – kann durch die entdrosselnde Wirkung des geringeren effektiven Ansaugvolumens ebenfalls erfolgreich umgesetzt werden, da bei identischem effektiven Ansaugvolumen das Expansionsverhältnis des Arbeitsgases vergrößert werden kann. Je nach Zielsetzung ist hierbei auch die Verwendung eines konventionellen Aufladesystems ausreichend.
Durch Miller- oder Atkinson-Verfahren werden also die Nachteile des Downsizing ausgeglichen, hierdurch kann die notwendige Hubvolumenverkleinerung weniger drastisch ausfallen. Zugleich aber wird die maximale Hubraumverkleinerung gesteigert, da die Betriebsgrenzen des Arbeitsprozesses erweitert werden. Letzteres jedoch erfordert einen aufwendigeren Motor, der auch entsprechend teurer ist, wenn z. B. ein einfacher Turbolader durch ein komplexes Aufladesystem zu ersetzen ist.